# Trouble (film, 2005)
Pour les articles homonymes, voir Trouble.
Ne doit pas être confondu avec Trouble (film, 2019).
Pour plus de détails, voir Fiche technique et Distribution.
Trouble est un thriller franco-belge coécrit et réalisé par Harry Cleven, sorti en 2005.

## Synopsis
Matyas, orphelin, a fondé une famille. Lors d'une convocation chez un notaire pour une succession, il apprend l'existence d'un frère jumeau. Il va alors tenter de reconstituer son enfance.

## Fiche technique
- Titre original : Trouble
- Titre international : Duplicity
- Réalisation : Harry Cleven
- Scénario : Harry Cleven et Jérôme Salle
- Décors : Hubert Pouille
- Costumes : Monic Parelle
- Photographie : Vincent Mathias
- Son : Frédéric Demolder et Nicolas Provost
- Montage : Matyas Veress
- Musique : George Van Dam
- Production : Laurent Brochand
- Sociétés de production : Outsider Productions ; France 3 Cinéma (coproduction française) ; RTBF et To Do Today (coproductions belges)
- Société de distribution : TFM Distribution
- Pays d’origine :  France /  Belgique
- Langue originale : français
- Format : couleur
- Genre : thriller
- Durée : 98 minutes
- Dates de sortie :
  - France : 29 janvier 2005 (Festival de Gérardmer, avant-première mondiale) ; 9 mars 2005 (sortie nationale)
  - Belgique : 13 mars 2005 (Festival international du film fantastique de Bruxelles) ; 16 mars 2005 (sortie nationale)

## Distribution
- Benoît Magimel : Matyas / Thomas
- Natacha Régnier : Claire
- Olivier Gourmet : le père
- Nathan Lacroix : le petit Pierre
- Christian Crahay : le notaire
- Patrick Descamps : le directeur de l'orphelinat
- Hannah Novak : Elina
- Benjamin Engelman : Matyas enfant
- David Engelman : Thomas enfant
- Sabrina Leurquin : l'infirmière de la maison de repos

## Distinctions

### Récompenses
- Festival de Gérardmer 2005 :
  - Grand prix du festival
  - Prix 13ème Rue

- Festival international du film de Catalogne 2005 : Prix du meilleur film en argent

### Nominations et sélections
- Festival international du film francophone de Namur 2005 : sélection « Focus cinéma belge »
- Festival du film français au Japon 2006 : sélection officielle
- Cérémonie des Prix Joseph-Plateau 2006 : Prix Joseph-Plateau du meilleur scénario belge